# Brachyglossina sciasmatica
Brachyglossina sciasmatica là một loài bướm đêm trong họ Geometridae.